# Antonio da Correggio
Antonio Allegri da Correggio (tháng 8 năm 1489 - ngày 5 tháng 3 năm 1534), thường được biết đến với cái tên Correggio (Ý: [korreddʒo]), là họa sĩ tiên phong của trường phái Parma của thời kỳ Phục Hưng Ý, nổi tiếng với những tác phẩm mạnh mẽ và tinh tế nhất của thế kỷ 16. Correggio đã định hình được nghệ thuật Rococo của thế kỷ 18 bằng cách sử dụng thành phần năng động, viễn cảnh ảo tưởng và góc nhìn cận cảnh kịch tính. Ông được coi là một bậc thầy của kỹ thuật chiaroscuro.

Một vài tác phẩm
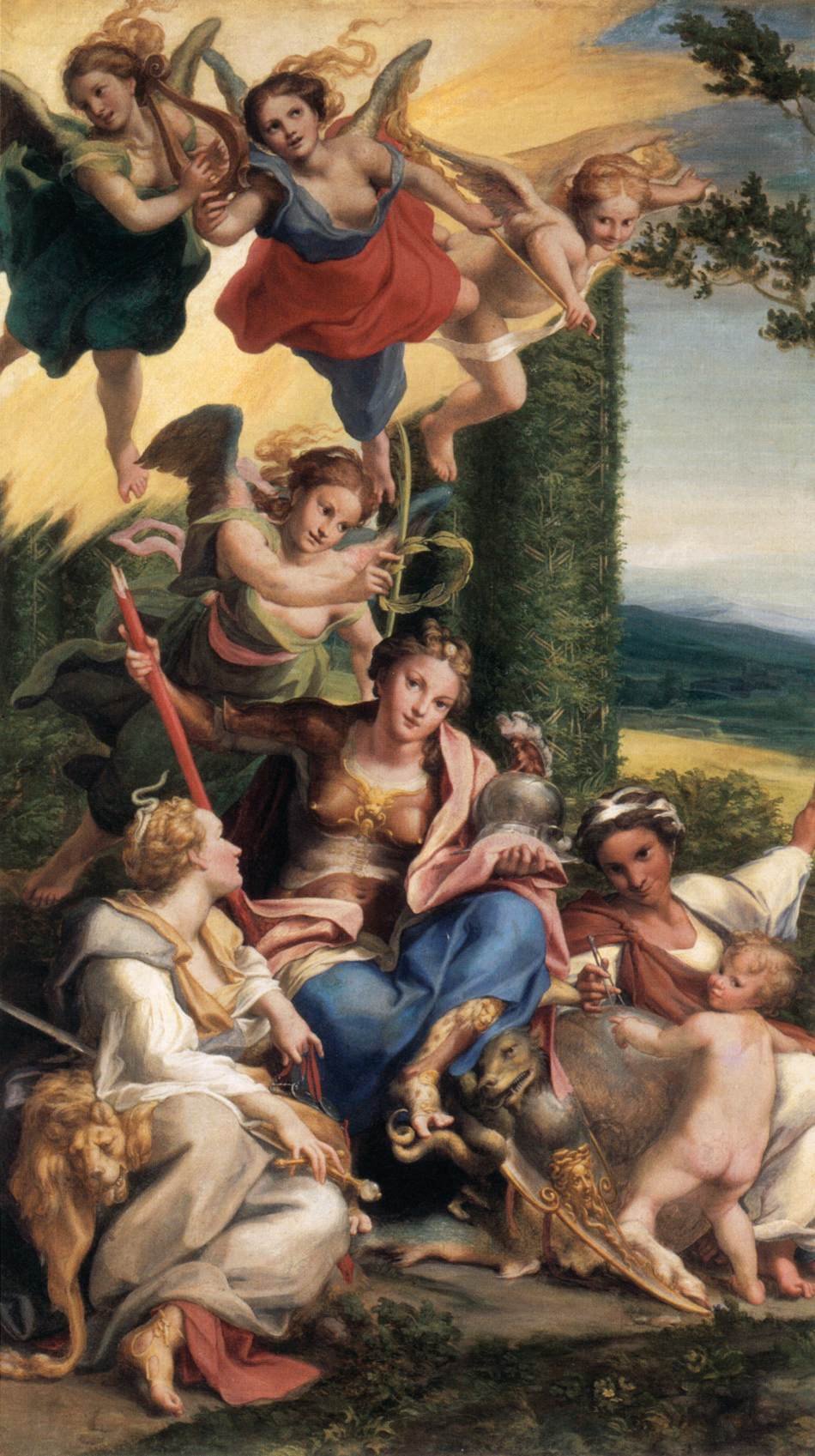
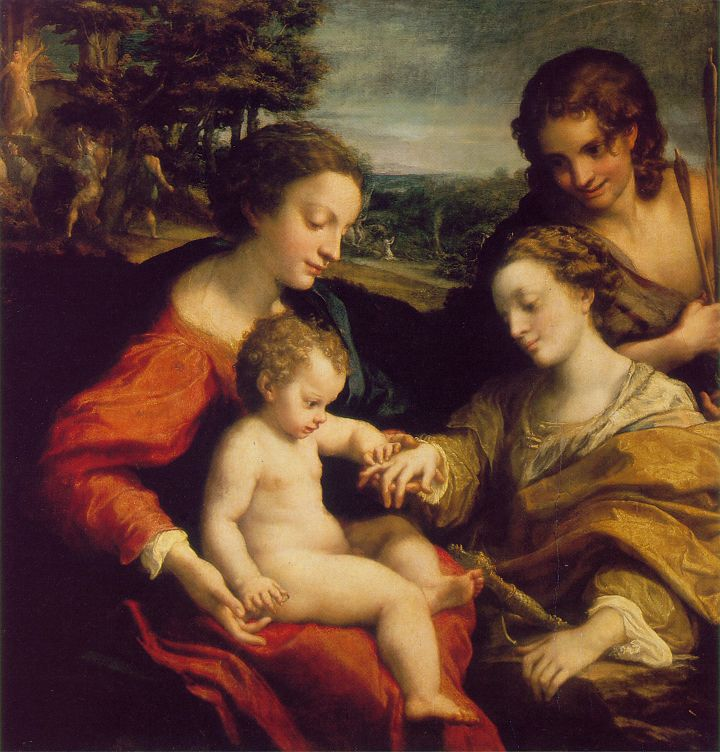
The Mystic Marriage of St. Catherine (c. 1526–27), Correggio's most important contribution to the High Renaissance art, exhibits Leonardo's pronounced influence on his style.
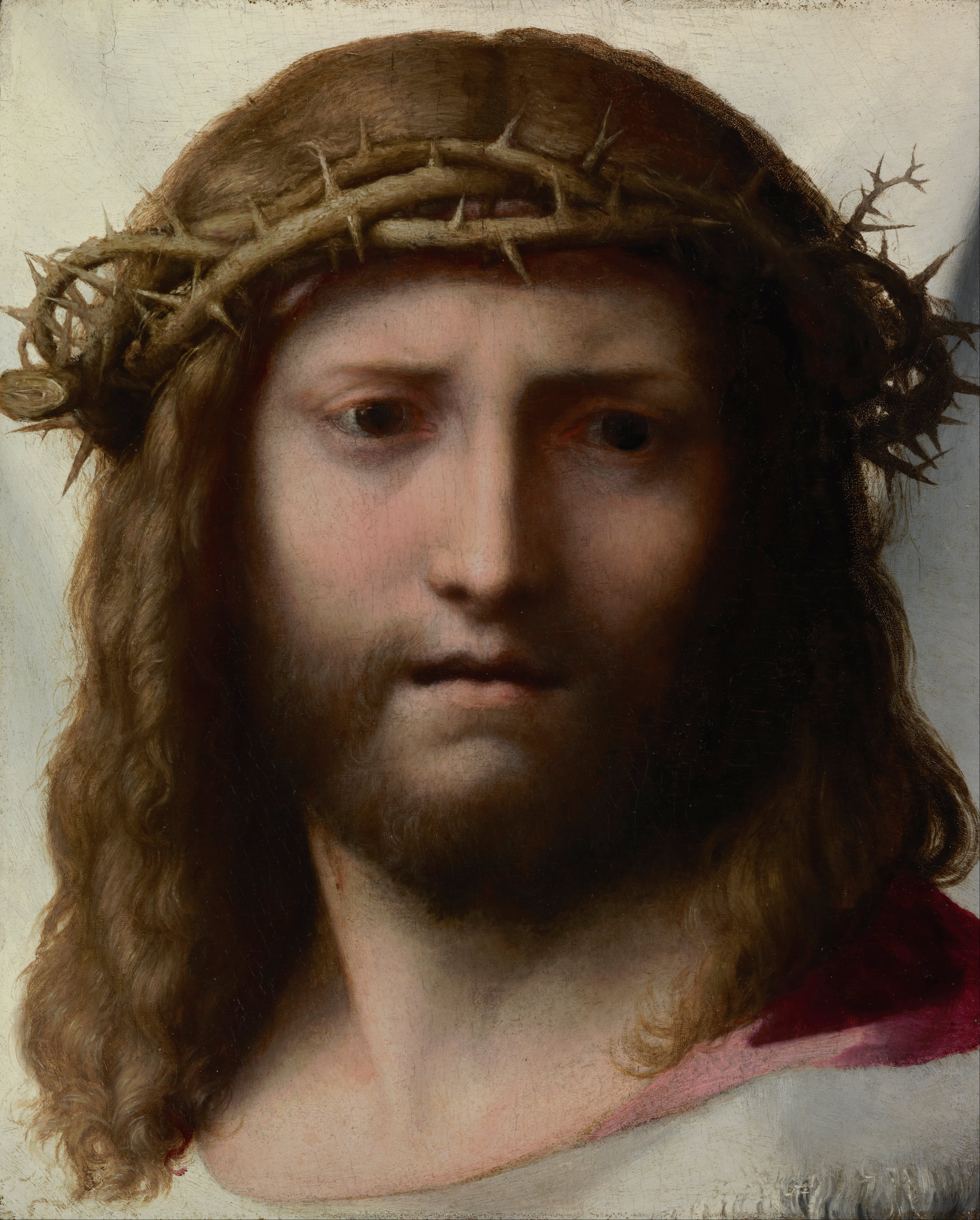
Head of Christ
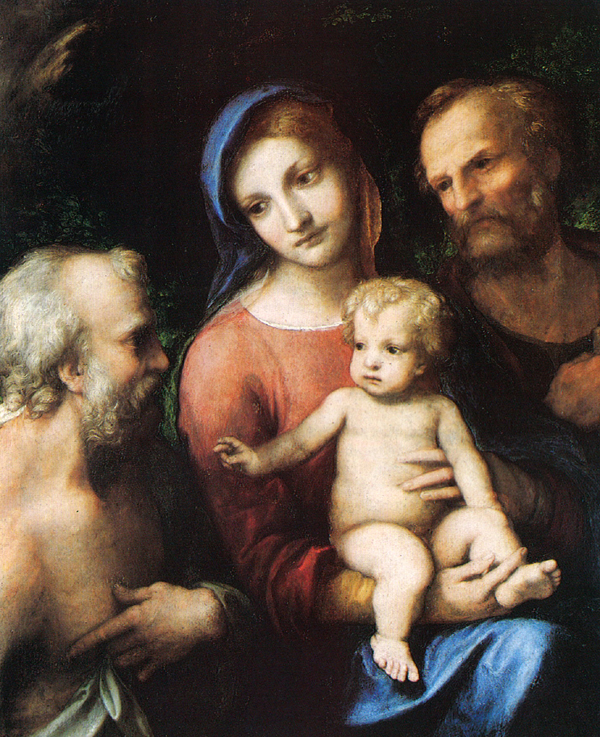
The Holy Family with Saint Jerome (1515)
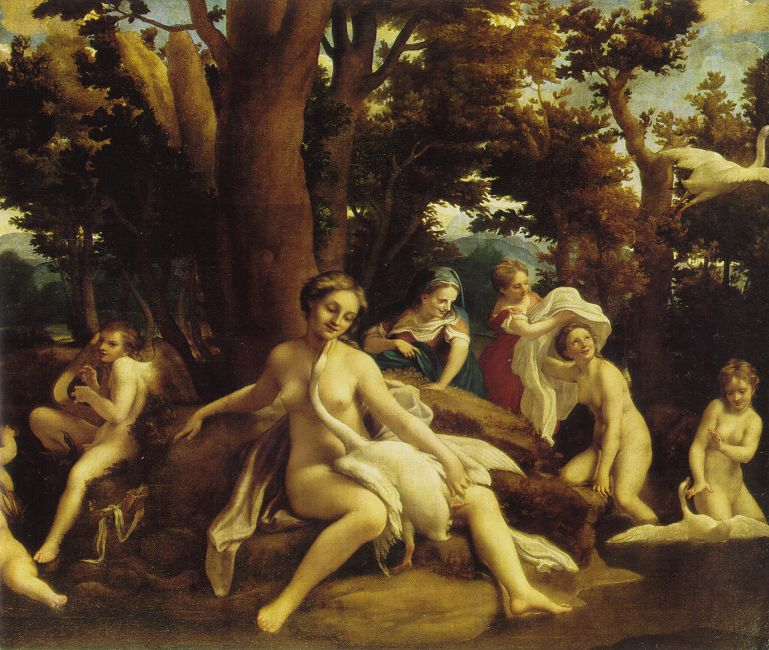
Leda with the Swan (1531–32)
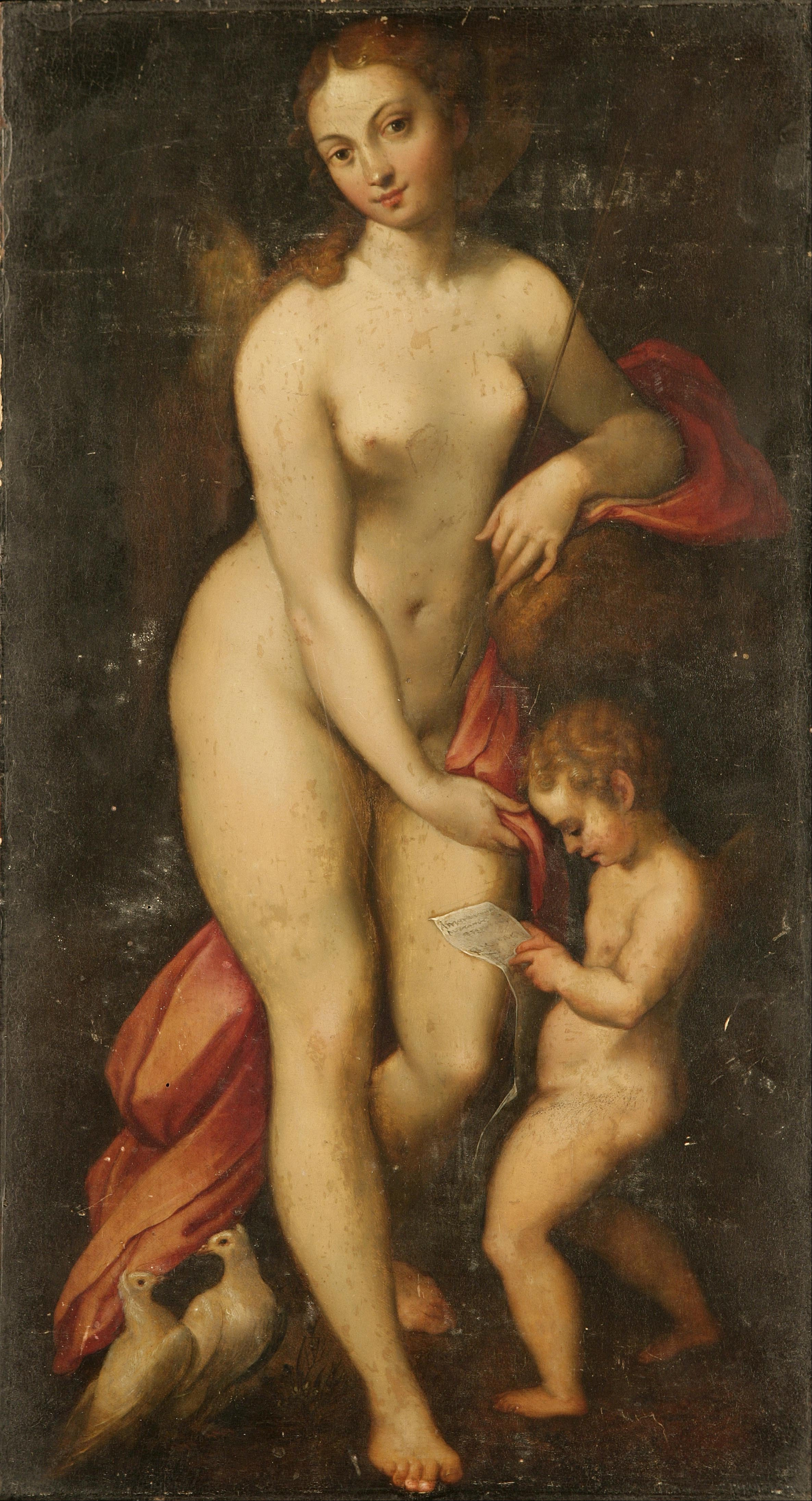
Venus and Cupid
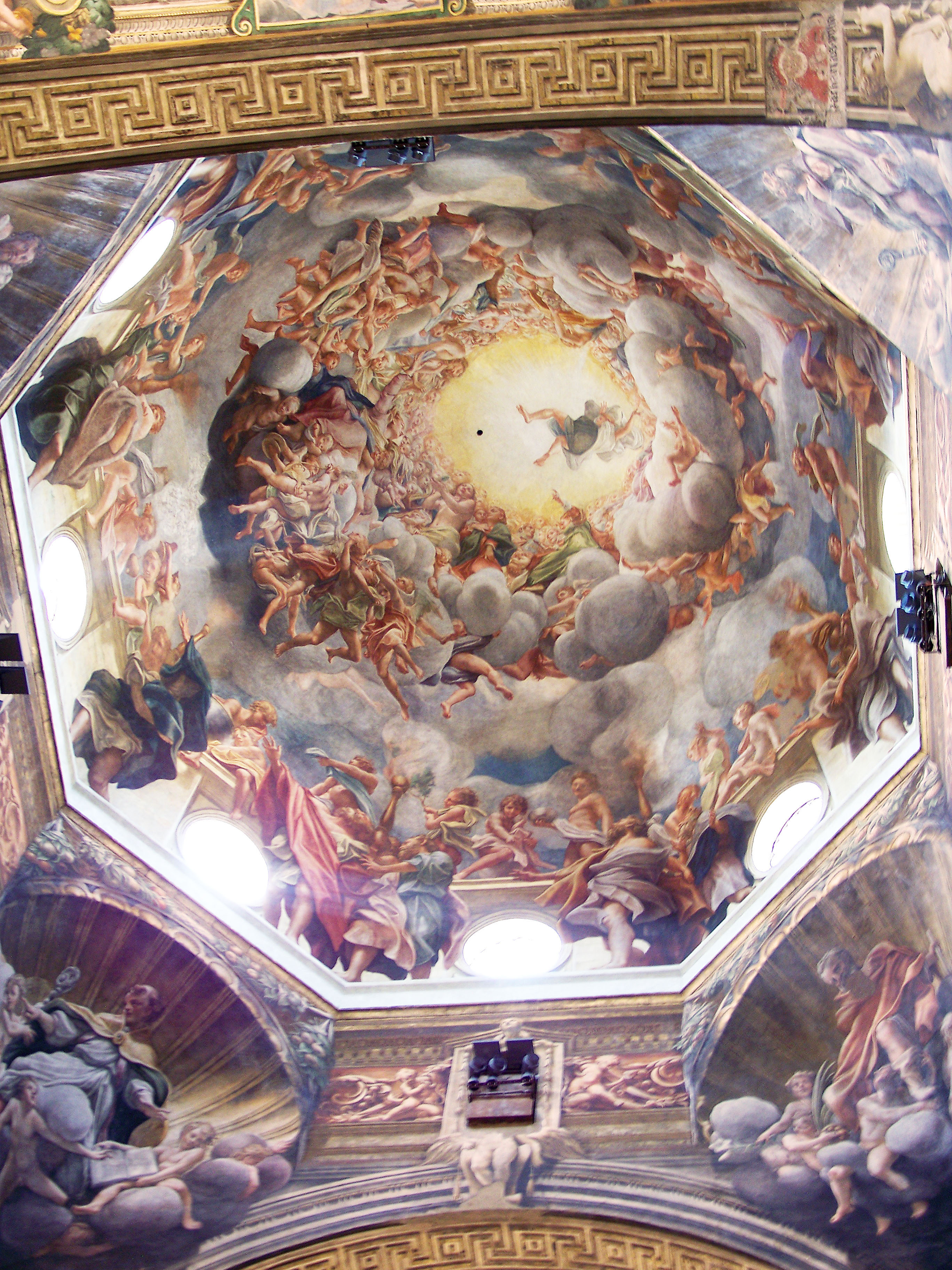
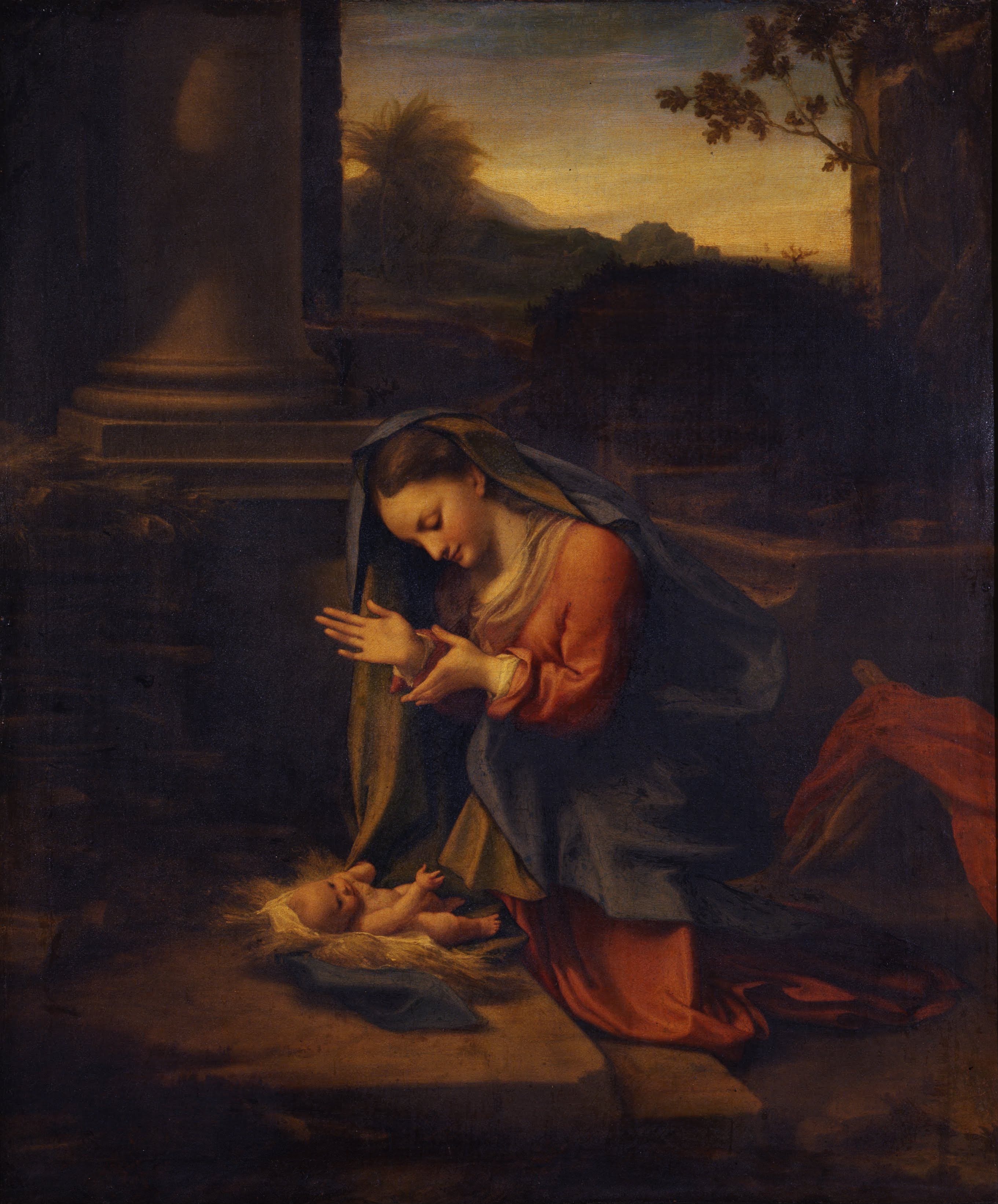
La Vergine che adora il Bambino
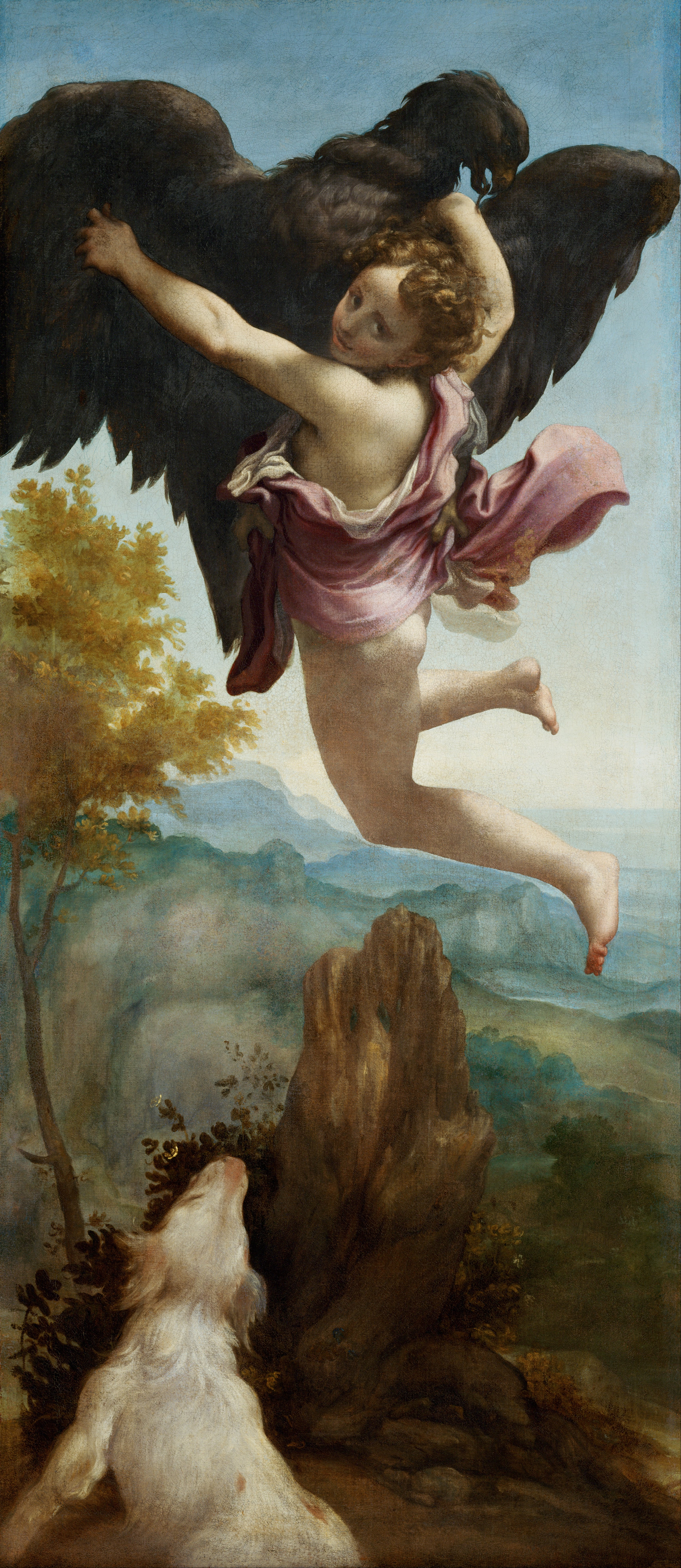
Ganymede Abducted by the Eagle